# Huxley (Alberta)
Huxley est un hameau (hamlet) du Comté de Kneehill, situé dans la province canadienne d'Alberta.

## Démographie
En tant que localité désignée dans le recensement de 2011, Huxley a une population de 85 habitants dans 35 de ses 41 logements, soit une variation de -4.5% par rapport à la population de 2006. Avec une superficie de 0,313 2 km2, le hameau possède une densité de population de 271,392 1 hab/km2 en 2011.
Concernant le recensement de 2006, Huxley abritait 89 habitants dans 33 de ses 33 logements. Avec une superficie de 0,313 2 km2, le hameau possédait une densité de population de 284,2 hab/km2 en 2006.